# Кочерга Ольга Дмитрівна
Ольга Дмитрівна Кочерга (нар. 18 квітня 1949, Чернівці) — українська науковиця, перекладачка. Кандидат фізико-математичних наук, старша наукова співробітниця Інституту теоретичної фізики імені М. М. Боголюбова НАН України. Авторка низки статей з теоретичної фізики та українського термінознавства.

## Наукові інтереси
Наукові інтереси — нелінійна теорія плазми та плазмоподібних середовищ; термінографія та науковий переклад.

## Творчість
Авторка близько 100 публікацій з теорії плазми.
Переклала англійською мовою 6 монографій та підручників з теоретичної фізики для провідних наукових видавництв (Pergamon Press, Wiley Interscience, Springer Verlag, World Scientific тощо) та понад 200 авторських аркушів статей з різних розділів фізики для міжнародних наукових журналів.
Укладачка (спільно з Є. Мейнаровичем) «Українсько-англійського словника природничих термінів із префіксом не-» (близько 4000 термінів; Київ, 2000) та «Англійсько-українсько-англійського словника наукової мови (Фізика та споріднені науки)» у двох частинах (близько 150 000 термінів у кожній частині; Вінниця, Нова книга, 2010). Електронний варіант цього словника на сайті Англійсько-українські словники.
Авторка низки статей з термінознавства та термінографії. Дослідниця втручання позанаукових чинників у структуру термінної лексики та засади термінотворення протягом 1930-1980-х, їхніх наслідків та неподоланого впливу на теперішній стан української наукової мови.
2012 року у видавництві К.І.С. вийшла друком книжка Сидні І. Лендау «Словники: мистецтво та ремесло лексикографії» в перекладі з англійської О. Кочерги. Назва мовою оригіналу: англ. Sidney I. Landau, Dictionaries: The Art and Craft of Lexicography. Сторінок: 480.

## Громадська діяльність
Учасник (від 1991), потім керівник (від 1998) Київського фізико-математично-астрономічного термінологічного семінару.